# PC Fútbol
PC Fútbol és una sèrie de videojocs basada en la gestió esportiva d'un club de futbol per a PC, creada i distribuïda per la desapareguda casa de software Dinamic Multimedia des de 1992 fins a 2001. Posteriorment, les versions 2005 a 2007 van ser programades per Gaelco Multimedia i distribuïdes per Planeta DeAgostini (Al segell OnGames). Amb el tancament de Gaelco, es cancel·la el projecte de la creació de la versió de 2008 i no tornen a aparèixer noves entregues. Se'n van publicar 12 entregues (9 de Dinamic i 3 de Gaelco).
L'ex-futbolista i comentarista esportiu Michael Robinson va ser la imatge del joc, que en algunes de les seues edicions arribà a vendre 300.000 còpies.

## Jugabilitat
L'objectiu principal del videojoc consisteix a dirigir un equip de futbol. El jugador pot encarnar el paper del mànager, dirigir els comptes, planificar les alineacions, les tàctiques o remodelar l'estadi.
Al mode manager es pot triar qualsevol equip de totes lligues disponibles, mentre que al mode manager el jugador comença a l'atur amb ofertes d'equips de la divisió més baixa de cada país. De mica en mica, aconseguint els objectius marcats per la directiva s'aconsegueix reputació, que permet amb el temps ser contractat per millors clubs.

## Història

### El naixement de la sèrie
La sèrie PC Fútbol va ser un dels majors èxits en el mercat espanyol des del seu llançament en 1992 (Simulador Professional de Futbol, o PC Fútbol 1.0), distribuït per Editorial Jackson) fins al tancament de Dinamic el 2001. Les vendes es van realitzar en quioscs de premsa, cosa que va augmentar els punts de venda i públic a què arribava, reduint el IVA del producte al cultural. A partir de PC Fútbol 2.0 es va afegir la imatge de l'exfutbolista i presentador esportiu Michael Robinson, que seria la cara visible del joc en gairebé totes les versions posteriors del mateix.
Durant aquest període van aparèixer altres títols basats en la gestió esportiva, com la sèrie PC Basket, o altres versions de PC Fútbol adaptades a diferents lligues estrangeres, com PC Calcio, PC Premier, la francesa o l'argentina. També van aparèixer tres edicions especials en què es podia prendre el control de seleccions nacionals, durant el Mundial 1998 i durant les Eurocopes de 1996 i 2000 (on l'usaven a les concentracions algunes seleccions). Aquestes versions contaven a més amb tota la història de la Selecció de futbol d'Espanya, però no van tenir el mateix èxit ja que la gestió quedava bastant limitada. A més, Gremlin Interactive va arribar a un acord perquè PC Fútbol 5.0 l'adaptessin a la lliga anglesa i el va llançar com a Premier Manager 97. Igual va passar amb PC Fútbol 7 que va ser llançat per Gremlin Interactive com a Premier Manager 98.
Després de l'èxit aconseguit amb la seva primera versió, any rere any van sorgir noves seqüeles que milloraven lleugerament el seu predecessor atenent els suggeriments dels jugadors: corregint errors o afegint novetats però gairebé sense canvis d'una temporada per a una altra. Principalment, la sèrie es basava en una versió concreta i es millorava tot el possible durant uns quants anys fins que quedava obsoleta, moment en què es desenvolupava una nova edició plena de novetats i una nova interfície. Les dues versions que van suposar una important evolució van ser PC Fútbol 5.0 (1996) i PC Fútbol 2000 (1999).
Les primeres quatre versions van ser desenvolupades principalment l'equip fundador de Dinamic Multimedia, amb Carlos Abril al capdavant del disseny i de la programació, Nacho Ruiz a la part dels gràfics (excepte de la part de simulador que va anar canviant de programador i mai va aconseguir, durant els anys que va ser desenvolupat per Dinamic Multimedia, estar a l'alçada de la resta del producte) i el seu germà Gaby Ruiz com a responsable de la intel·ligència artificial i testeig. La seva referència era Football Manager, lluny de Championship Manager, millor joc mànager de futbol del moment.
A PC Fútbol 4.0 va entrar com a ajuda en la programació, dedicant-se a la part de base de dades i seguiment de la lliga, Marcos Jourón que seria el productor de l'última versió de PC Fútbol que es va fer a l'època de Dinamic Multimedia. Per a PC Fútbol 5.0 l'equip es va ampliar passant a ser Carlos Abril el director del projecte incloent-hi PC Fútbol 7. A principis de 1999, el soci majoritari de Dinamic Multimèdia, José Ignacio Gómez-Centurión, decideix fer una maniobra per quedar-se amb el 100% de l'estudi, del qual posseïa el 70% de les accions, acomiadant Pablo Ruiz, abandonant immediatament la empresa els seus germans Victor i Nacho, juntament amb Carlos Abril. Després de la marxa, els germans Ruiz i Carlos Abril formen FX Interactive.
Gómez-Centurión era un conegut periodista, fundador de l'empresa Hobby Press que va ser venuda a l'alemanya Axel Springer el 1998 per una forta suma de diners (al voltant de 10 milions d'euros). Després de la venda de Hobby Press, va decidir centrar-se exclusivament en Dinamic Multimedia, empresa de la qual encara que era soci majoritari, eren els socis menors els que portaven el pes del treball i desenvolupament de videojocs, centrat gairebé en exclusiva a les sagues PC Fútbol i PC Basket. A partir del 1999, ja sense els socis minoritaris, realitza una important ampliació de plantilla, d'uns 50 a 120 treballadors, amb la intenció de fer créixer l'empresa, diversificar altres jocs que no fossin PC Fútbol, i especialment a centrar-se en la creació de portals d'Internet, cosa que s'acabaria anomenant Bombolla punt com i que fet i fet significaria el final de Dinamic Multimèdia.
Tornant a PC Fútbol, durant les versions 5.0, 6.0 i 7, David Galeano va ser el responsable de programació i productor de la següent versió (PC Fútbol 2000) després que Carlos Abril abandonés la companyia, Alberto Moreno el responsable de la part gràfica i Marcos Jourón el responsable de la base de dades. PC Futbol 2000 seria el primer llançat sense els creadors de la saga, amb una important renovació gràfica, i importants canvis al simulador, que no obstant va quedar per sota del que s'esperava. Marcos Jourón, després de la sortida de David Galeano va ser el productor de la darrera versió (PC Fútbol 2001) de l'època de Dinamic Multimedia. Alberto Moreno, mentre produïa EuroTour Cycling, va ajudar en la producció a Marcos Jourón i posteriorment es va unir a ell per formar l'equip que ho va desenvolupar per a Gaelco Multimedia. El 2008, Alberto Moreno es va unir a Carlos Abril per crear l'empresa Crocodile Entertainment.
L'època de Dinamic Multimedia va ser l'època daurada del producte i va ser quan, amb PC Fútbol 6.0 i PC Fútbol 7, van superar, cadascun, les 350.000 còpies venudes.

### La fallida de Dinamic
Després del tancament de Dinamic Multimedia el 2001, la sèrie PC Fútbol va quedar cancel·lada sense que la versió de 2002 pogués veure la llum (així com el seu port per a Game Boy i una versió en línia). Aquesta edició del simulador de 2002 ho estava desenvolupant, per primera vegada, un estudi no pertanyent a Dinamic, Enigma Software, per tal de reduir la plantilla i els costos, encara que no era un simulador nou, sinó que el motor IA i la part gràfica eren els mateixos de la versió 2000 i 2001, als quals es volia donar un canvi d'aires i una millora en la simulació. Per evitar que s'hagués desaprofitat la feina feta, Enigma i la resta de l'equip de PC Fútbol va contactar amb Ubisoft perquè distribuís el joc, no obstant l'empresa es va negar. Finalment Enigma Software va convertir el simulador de PC Fútbol 2002 en un joc de futbol basat en el Mundial de 2002, que es va distribuir fora d'Espanya sota el nom de Pro Soccer Cup, i també va tenir unes edicions menors, com Euskal Herria Mundiala!, on el jugador dirigia a la selecció basca a la cita internacional o Era Futbolu 2002, que va ser publicat a Polònia i que va rebre una bona acceptació.

### Gaelco reprèn PC Fútbol
La història dels PC Fútbol de Gaelco Multimedia i Planeta DeAgostini comença el 2003 i d'una manera molt allunyada del que acabaria sent. Aquesta nova etapa la inicia inconscientment Gaelco, en una època en què les recreatives començaven a estar de capa caiguda per l'auge tecnològic de videoconsoles i ordinadors, decideix crear una divisió de videojocs per a mòbils i una altra per a jocs de PC, creant al febrer de 2003 Gaelco Multimedia. Al cap de poc temps s'uneix a la companyia Marcos Jourón, l'últim director de projecte a Dinamic Multimedia, al qual se li unirien Alberto Moreno i Emilio Serrano, que també van formar part de la franquícia de PC Fútbol. La idea de Gaelco: crear un joc de futbol en línia gratuït, amb microtransaccions, en què el jugador no pogués controlar directament el seu equip, sinó donant ordres com un entrenador (aquí va néixer la manera LiMa).
Mentre continua el desenvolupament d'aquest títol el 2004, Gaelco contacta amb Planeta DeAgostini per temes de distribució i experiència en la seva divisió de videojocs, i comencen a torçar-se les coses. De la unió de les dues companyies es crea el segell OnGames i apareix la figura de Sergio Rincón que adquireix els drets embargats de PC Fútbol, PC Basket i PC Ciclismo en nom de Planeta. A partir d'aquest moment, l'afany principal de Planeta serà que el joc en desenvolupament en línia passi a ser un nou lliurament de PC Fútbol gairebé de la nit al dia, i malgrat les advertències i l'escassetat de mitjans, es desenvolupi al mínim temps possible. El que estava sent un desenvolupament amb certa cura, cura i sense pressió, es va transformar de la nit al dia en un infern: calia redissenyar gairebé per complet el títol, crear una IA inexistent per als equips rivals del simulador, crear tota la part de mànager, el punt fort dels PC Fútbol, i que ho fessin gairebé de zero 9 persones davant de les prop de 40 que havien desenvolupat les últimes entregues a Dinamic, per la qual cosa Alberto Moreno, una de la persones amb més experiència a la saga, decideix abandonar el vaixell davant les sospites, com acabarien confirmant-se, que el títol no estaria llest, ja que es plantejaria una data inamovible de llançament, el 19 de novembre del 2004, un dia abans d'aquell Barcelona-Reial Madrid (3-0), havent-se invertit una forta suma publicitària mesos abans.
Tal com sospitava Moreno, PC Fútbol 2005 va resultar ser un gran decepció, no només per la gran pèrdua d'opcions respecte a la versió del 2001, sinó que a més comptava amb desenes de fallades de programació i centenars a la base de dades (bugs). El joc va ser llançat amb un error sistèmic que segons un comunicat oficial es devia a la inclusió de dos arxius erronis durant l'enregistrament de les còpies, pel qual en intentar accedir al CD-ROM del joc en unitats diferents a D:/ impossibilitaven l'execució del mateix, i que mitjançant la sortida de pegats oficials es tractaria de corregir els problemes. Després de sis pegats oficials, la versió 2.0 del títol continuava tenint certes fallades de programació, encara que la base de dades va ser corregida pràcticament íntegrament, no així molts errors de plantejament del propi joc, com l'absència del mode ProManager, que no hi hagués pantalles del campió o d'ascensos i descensos en finalitzar la lliga, ni mànager entre temporades (és a dir, l'últim dia de lliga donava immediatament pas a la primera jornada de la temporada següent) i un llarg etcètera.
El novembre del 2005 Planeta va llançar al mercat el segon PC Fútbol de Gaelco, PC Fútbol 2006. Per a aquesta versió, que va ser reprogramada en bona part, s'havia posat fins i tot un telèfon d'atenció al client per trucar i aportar suggeriments i idees. S'hi van afegir característiques clàssiques de la sèrie desaparegudes a la versió del 2005, com la pretemporada o la manera promanager, a més de la imprescindible actualització de plantilles i correcció d'errors. El títol va tornar a ser un èxit de vendes i, una vegada més, no va estar exempt de bugs. Encara que el seu nombre i importància era molt inferior a la del seu antecessor, el joc va tornar a necessitar diversos pegats. Tot i això, Gaelco va aconseguir un títol correcte i que va ser considerat acceptable tant per la premsa com pels jugadors.
L'última versió fins ara va aparèixer com és habitual el novembre de 2006. Es tracta de PC Fútbol 2007, que segueix el camí marcat per l'edició anterior sense gairebé cap novetat important, però amb una interfície més accessible i vistosa.

### Gaelco falleix i cancel·la PC Fútbol 2008
Al maig de 2007, en un comunicat a la web Meristation es va anunciar la fallida de Gaelco Multimedia. Els elevats costos de les llicències oficials de les lligues de futbol (que fins aleshores havien evitat), els costos de desenvolupament en si, el descens gradual de les vendes i la marxa d'alguns dels màxims responsables, com ara Marcos Jourón, van ser les principals causes del tancament de la divisió.
Els drets de PC Fútbol van obrar llavors en poder de Gamick, anteriorment cridada On-Games. Aquesta companyia va néixer de la pròpia Planeta d'Agostini i posteriorment es va escindir. Els responsables de Planeta van considerar molt improbable que PC Fútbol 2008, malgrat estar-ne el desenvolupament iniciat, pogués veure la llum en data, teòricament al setembre d'aquell any. Tot i això, la distribuïdora ha afirmat que seguiria apostant pels títols de gestió futbolística, i en el futur pròxim esperaven llançar-ne un, ja sigui sota la llicència PC Futbol o amb un nou títol.

### Korner Entertainment adquireix els drets de PC Fútbol
A finals de 2009, un cop més Sergio Rincón, principal responsable dels PC Futbol publicats per Planeta Interactive, a través de la seva nova empresa Korner Entertainment, es fa amb els drets del PC Fútbol i PC Calcio amb la idea tornar a treure partit de la marca.
Al mes de desembre de 2009, com a estratègia de màrqueting Korner Entertainment llança a la nova web oficial una enquesta perquè els fanàtics de la saga donin la seva opinió de cap a on volen que es dirigeixin les noves versions.
A principis de 2010 Korner Entertainment anuncia l'adquisició dels drets del també conegut PC Basket (un joc similar a PC Futbol ambientat al món del bàsquet), i poc després publica PC Fútbol Liga Trivia.

### FX Interactive prepara la seva alternativa: FX Fútbol
Al febrer de 2013, sorgeix un rumor a Twitter a través d'un influent periodista esportiu que FX Interactive, comptant amb part de l'equip original del joc, porta un any treballant en un manager de futbol fidel a l'essència original de PC Fútbol. Aquest rumor és indirectament confirmat per Carlos Abril, dissenyador i programador en cap original de la franquícia, també mitjançant Twitter. Aparentment, el títol no formaria part de la franquícia en ser els drets propietat de Korner, sent el nom del nou joc FX Fútbol.
Des de llavors, amb un equip liderat pels creadors originals de PC Fútbol -els germans Ruiz-, FX Interactive va publicar diverses versions: FX Fútbol 1.0, FX Fútbol 2.0, FX Fútbol 2015 i Football Club Simulator (llançat exclusivament a través de Steam i FX Store a nombrosos països). Aquest darrer és actualitzat mensualment des de 2017 i actualment va per la versió 18.

### PC Fútbol 18, primer joc per a mòbil i últim de la saga
A l'octubre de 2017 Korner Entertainment va anunciar el rellançament del joc PC Fútbol juntament amb la distribuïdora espanyola IDC Games. El llançament seria a principis de 2018, i seria la primera vegada que un joc de la saga PC Futbol abandonaria la plataforma PC per estar disponible en altres plataformes, com són els dispositius mòbils Android i iOS.
Al febrer de 2018 es va publicar "PC Fútbol 18" per als dispositius Android i iOS, publicat per l'estudi IDC Games.
No obstant això, malgrat presentar una interfície semblant a la de títols anteriors i comptar de nou amb la imatge de Michael Robinson, el joc va ser un fracàs absolut. Estava ple d'errors, amb uns menús on mai no es podia saber si on es punxava s'obtindria resposta, fent el joc pràcticament injugable, a més de tenir un preu abusiu (9,99€).

## Entregues
| Any  | Títol original                               | Altres versions                                                            | Desenvolupador     | Notes |
| ---- | -------------------------------------------- | -------------------------------------------------------------------------- | ------------------ | --- |
| 1992 | Simulador Profesional de Fútbol              |                                                                            | Dinamic Multimedia | - Considerat com el primer PC Fútbol. - Amb els equips i jugadors de la lliga espanyola 1992-93.                                                  |
| 1993 | PC Fútbol                                    |                                                                            | Dinamic Multimedia | - Amb els equips i jugadors de la lliga espanyola 1993-94.                                                                                        |
| 1994 | PC Fútbol 3                                  | - PC Calcio 3 - PC Fútbol 3 Clausura 95                                    | Dinamic Multimedia | - S'introdueixen els fitxatges i la possibilitat de jugar més d'una temporada seguida. - Amb els equips i jugadors de la lliga espanyola 1994-95. |
| 1995 | PC Fútbol 4.0                                | - PC Calcio 4.0 - PC Fútbol 4 Apertura 96                                  | Dinamic Multimedia | |
| 1996 | PC Fútbol 5.0                                | - PC Calcio 5.0 - PC Premier 5.0 - PC France 5.0 - PC Fútbol 5 Apertura 97 | Dinamic Multimedia | |
| 1996 | PC Selección Española de Fútbol Eurocopa '96 | -                                                                          | Dinamic Multimedia | - Versió dedicada a la selecció espanyola (europeu 1996)                                                                                          |
| 1997 | PC Fútbol 6.0                                | - PC Calcio 6.0 - PC Premier 6.0 - PC Fútbol 6 Apertura 98                 | Dinamic Multimedia | - Primera edició on els jugadors envelleixen i arriben a retirar-se                                                                               |
| 1998 | PC Fútbol 7                                  | - PC Calcio 7                                                              | Dinamic Multimedia | - Majors opcions en els contractes - Introdueix diversos campionats en una sola edició                                                            |
| 1998 | PC Fútbol Selección Española '98             | -                                                                          | Dinamic Multimedia | - Versió dedicada a la selecció espanyola (mundial 1998)                                                                                          |
| 1999 | PC Fútbol Edición de Oro                     | -                                                                          | Dinamic Multimedia | - Compilació de tots els jocs i expansions publicades fins al moment (l'últim és PC Fútbol 6.0)                                                   |
| 1999 | PC Fútbol 2000                               | - PC Calcio 2000 - PC Fútbol 2000 Clausura                                 | Dinamic Multimedia | |
| 2000 | PC Fútbol Selección Española Europa 2000     | -                                                                          | Dinamic Multimedia | - Versió dedicada a la selecció espanyola (europeu 2000)                                                                                          |
| 2001 | PC Fútbol 2001                               | - PC Calcio 2001                                                           | Dinamic Multimedia | |
| 2002 | PC Fútbol 2002                               |                                                                            | Dinamic Multimedia | Programat externament per Enigma Software, el projecte es va cancel·lar a causa del tancament de Dinamic.                                         |
| 2004 | PC Fútbol 2005                               | - PC Calcio 2005                                                           | Gaelco             | |
| 2005 | PC Fútbol 2006                               | - PC Calcio 2006                                                           | Gaelco             | |
| 2006 | PC Fútbol 2007                               | - PC Calcio 2007                                                           | Gaelco             | |

### PC Barça
El PC Barça va ser un videojoc per a MS-DOS i Windows desenvolupat per Dinamic Multimedia. Es tracta d'una versió limitada del PC Fútbol on solament es pot dirigir el Futbol Club Barcelona i en la qual la base de dades ha estat substituïda per una on s'explica la història del club, les seves estadístiques i palmarès. Se'n pot jugar en català o castellà. Se'n van realitzar dues versions corresponents a les temporades 97/98 i 98/99 que van ser distribuïdes amb el diari Sport. També se'n va realitzar una versió basada en el PC Basket anomenada PC Barça Basket 99, i que va ser distribuïda amb el mateix diari, que llavors va publicar diverses col·leccions de CD sobre l'equip blaugrana. El diari Marca copiaria aquesta iniciativa i en 1999 publicaria les seues versions de PC Fútbol i PC Basket dedicades al Reial Madrid, que també rebria una edició especial del PC Fútbol (però no de PC Basket) el 2000, que seria l'última de les edicions especials dedicades a cap equip de futbol.